# Mario Casoni

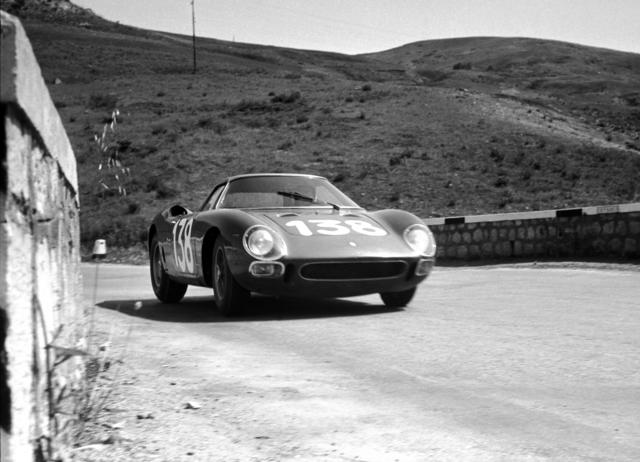
Mario Casoni im Ferrari 250LM bei der Targa Florio 1965

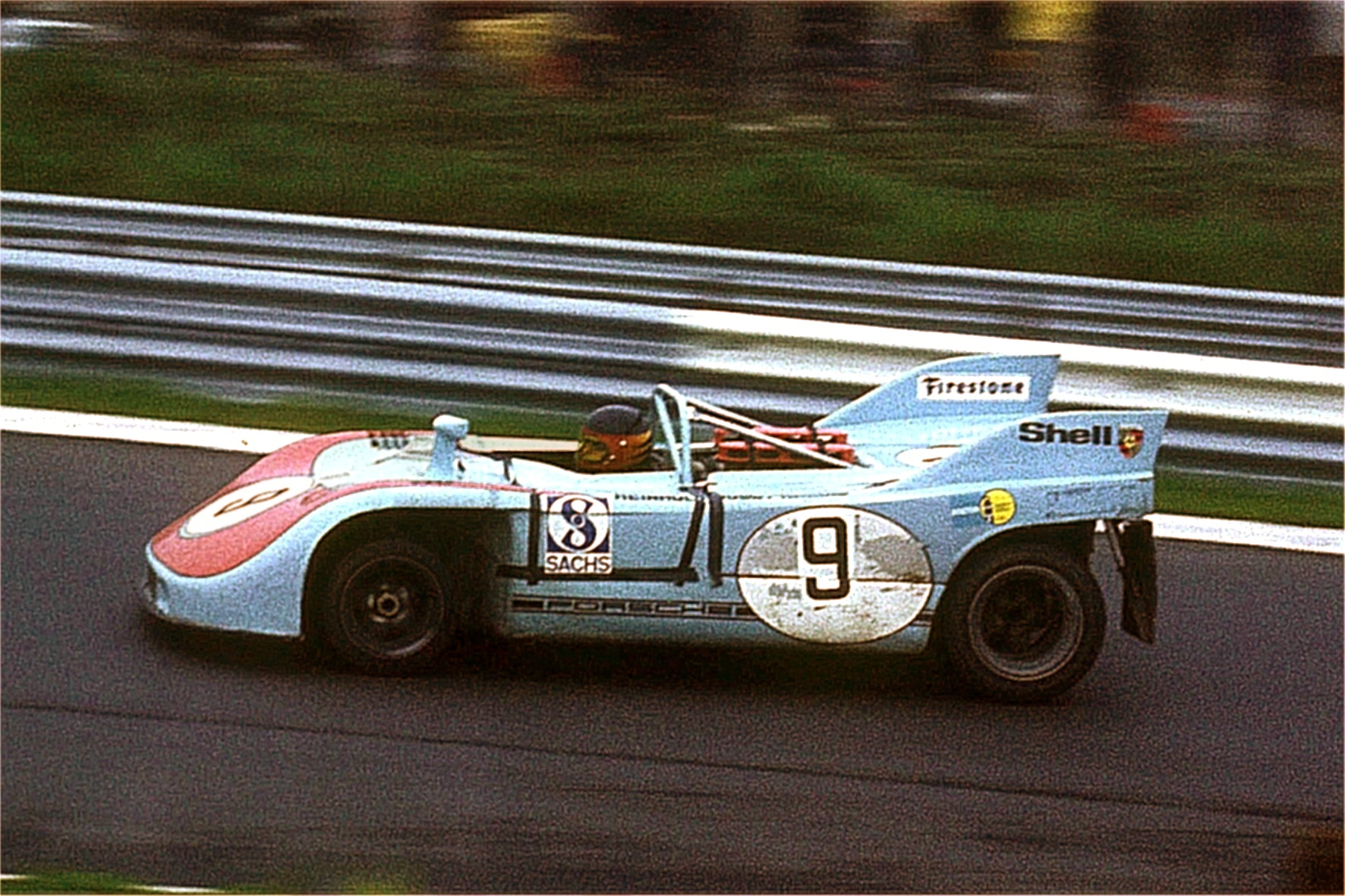
Der Porsche 908 von Reinhold Joest, Wilhelm Bartels und Mario Casoni beim 1000-km-Rennen am Nürburgring 1972 mit Joest am Steuer; am Ende des Rennens erreichte das Trio nach einigen technischen Problemen den 31. Gesamtrang

Mario Casoni (* 4. September 1939 in Finale Emilia) ist ein ehemaliger italienischer Automobilrennfahrer und Unternehmer.

## Unternehmer
Mario Casoni wurde in eine bekannte und vermögende Spirituosenhersteller-Familie in Oberitalien hineingeboren. In den 1950er-Jahren studierte er Betriebswirtschaftslehre, beendete 1958 sein Studium und trat in den elterlichen Betrieb ein, wo er bald Geschäftsführer wurde – eine Funktion, die er bis ins hohe Alter innehat. Die Casoni Fabbricazione Liquori S.p.A. gehört mit einer Produktion von 25 Millionen Flaschen und einem Umsatz von 60 Millionen Euro zu den größten privaten Spirituosenherstellern Italiens. Casoni war von 1996 bis 1999 Vizepräsident von Confindustria, dem größten Arbeitgeberverband seines Heimatlandes. Seit März 2005 ist er Mitglied des Vorstandes der Modena Capital Holding SpA.

## Motorsport

### 1960er-Jahre
Neben seiner Tätigkeit als Unternehmer war Casoni viele Jahre eng mit dem nationalen und internationalen Motorsport verbunden. Erste Erfahrungen sammelte er in den frühen 1960er-Jahren bei nationalen Bergrennen. Dem jungen Piloten wurde großes Talent attestiert, was sich ab 1965 in Werkscockpits bei Sportwagenrennen widerspiegelte. In der Sportwagen-Weltmeisterschaft fuhr er für Bizzarrini und wurde mit dem Belgier Pierre Noblet auf einem Iso Grifo A3C Fünfter beim 1000-km-Rennen von Monza dieses Jahres. Aus dieser Zeit stammte auch seine langjährige Freundschaft mit Enzo Ferrari, der ihm 1965 erstmals einen Werkswagen anvertraute. Ferrari drängte Casoni immer wieder, die Rennfahrerei doch professionell zu betreiben und die Führung des Unternehmens in andere Hände zu legen. Eine Karriere in der Formel 2 und später in der Formel 1 wäre laut Enzo Ferrari möglich gewesen. Aber Casoni verzichtete auf eine vollständige Profikarriere und empfand sich selbst immer nur als Amateurrennfahrer. Seinen ersten Ferrari fuhr er 1965 beim 24-Stunden-Rennen von Le Mans. Wobei dieser erste Einsatz für die italienische Sportwagenmarke über einen Umweg zustande kam. Casoni war ursprünglich bei Bizzarini gemeldet und sollte wieder einen A3C fahren. Giotto Bizzarrini zog aber die Meldung von zwei Wagen zurück, sodass Casoni plötzlich ohne Cockpit dastand. Enzo Ferrari bot ihm einen Platz im Team an und Casoni wurde Partner von Giancarlo Baghetti in einem Ferrari Dino 166P. Im Rennen kam der Wagen nur zwei Runden weit, dann streikte der Motor. 
Seinen ersten Rennsieg feierte er im August 1965 auf einem Ferrari 250LM bei der Coppa Cittá di Enna, einem Lauf zur Sportwagen-Weltmeisterschaft 1965. 1968 wurde er Werksfahrer bei Alfa Romeo. Bei der Targa Florio wurde er Gesamtdritter. Das Cockpit des Alfa Romeo TT33/2 teilte er sich dort mit dem Belgier Lucien Bianchi. Ende 1969 verließ er Alfa Romeo wieder und schränkte seine Rennaktivitäten in den folgenden beiden Jahren aus beruflichen Gründen ein.

### 1970er-Jahre
Zu Beginn des Jahrzehnts war Casoni auf den Rennstrecken kaum mehr anzutreffen. Er fuhr einige Rennen für Abarth und wurde 1971 mit seinem Landsmann Marsilio Pasotti Vierter beim 1000-km-Rennen von Zeltweg.
Der US-amerikanische Rennfahrer Tony Adamowicz, mit dem er das 9-Stunden-Rennen von Kyalami 1971 bestritt, bezeichnete ihn als Paydriver, der für seine Cockpits bezahlt und die schnelleren Teamkollegen mehr und länger habe fahren lassen müssen; eine subjektive Darstellung, die Casonis fahrerischem Können nicht gerecht wird. 
1972 stieg er wieder intensiver in den Motorsport ein und feierte mit dem dritten Gesamtrang beim 24-Stunden-Rennen von Le Mans einen seiner größten internationalen Erfolge. Seine Teamkollegen waren Reinhold Joest und Michel Weber. Reinhold Joest wurde zu Schlüsselfigur von Casonis Rennaktivitäten in den 1970er-Jahren. Der 1937 geborene Deutsche aus dem Odenwald begann gerade ein eigenes Rennteam aufzubauen. Da kamen die Sponsorgelder von Casoni recht. Die beiden fuhren 1974 und 1975 zwei Jahre mit großem Erfolg Sportwagenrennen mit einem Porsche 908. In Le Mans wurde Casoni mit Joest und Jürgen Barth Gesamtvierter, eine Platzierung, die er auch beim 6-Stunden-Rennen von Watkins Glen erreichte. In Pergusa und in Zeltweg wurde das Duo Joest/Casoni jeweils Dritter. Zwei Rennen gewann Casoni mit dem Joest-Porsche auch in der italienischen Sportwagenmeisterschaft; den Enna Cup und die 2 Stunden von Vallelunga.
Nach 1975 wurden die Renneinsätze erneut weniger. Casonis unternehmerische Tätigkeiten ließen kaum mehr Raum für den Motorsport.

### 1980er-Jahre
1982 hatte er seinen letzten Auftritt bei einem Autorennen. Beim 1000-km-Rennen von Monza pilotierte er einen Lancia Beta Montecarlo gemeinsam mit Joe Castellano und Mark Thatcher an die fünfte Stelle der Gesamtwertung. 

### Monoposto
Wenig bekannt ist über die Monoposto-Aktivitäten von Casoni. 1963 bestritt er einige Rennen in der Formel Junior und 1968 ein Rennen mit dem Ferrari Dino 166 F2 in der Formel-2-Europameisterschaft. 1972 fuhr er auf einem Lola T280 das Rothmans 50000 in Brands Hatch, ein Rennen, in dem Fahrzeuge der Rennformeln 1 und 5000, sowie Sportwagen, startberechtigt waren. Der Sieg ging an Emerson Fittipaldi im Lotus 72; Casoni wurde Zwölfter.

## Statistik

### Le-Mans-Ergebnisse
| Jahr | Team                     | Fahrzeug          | Teamkollege        | Teamkollege  | Platzierung | Ausfallgrund         |
| ---- | ------------------------ | ----------------- | ------------------ | ------------ | ----------- | -------------------- |
| 1965 | Spa Ferrari SEFAC        | Ferrari Dino 166P | Giancarlo Baghetti |              | Ausfall     | Motorschaden         |
| 1966 | Scuderia San Marco       | Ferrari Dino 206S | Nino Vaccarella    |              | Ausfall     | Leck im Wassertank   |
| 1967 | Scuderia Filipinetti     | Ford GT40         | Umberto Maglioli   |              | Ausfall     | überhitzter Zylinder |
| 1968 | Autodelta SpA            | Alfa Romeo TT33/2 | Giampiero Biscaldi |              | Rang 6      |                      |
| 1972 | Jo Siffert A.T.E. Racing | Porsche 908LH     | Reinhold Joest     | Michel Weber | Rang 3      |                      |
| 1975 | Joest Racing Ovoro       | Porsche 908/03    | Reinhold Joest     | Jürgen Barth | Rang 4      |                      |

### Sebring-Ergebnisse
| Jahr | Team                   | Fahrzeug          | Teamkollege       | Platzierung | Ausfallgrund       |
| ---- | ---------------------- | ----------------- | ----------------- | ----------- | ------------------ |
| 1965 | Bizzarini Automobili   | Iso Grifo A3C     | Silvio Moser      | Ausfall     | Unfall             |
| 1967 | Scuderia Brescia Corse | Ferrari Dino 206S | Jonathan Williams | Ausfall     | Zylinder überhitzt |
| 1969 | Autodelta S.P.A.       | Alfa Romeo T33/3  | Andrea de Adamich | Ausfall     | Zylinder überhitzt |

### Einzelergebnisse in der Sportwagen-Weltmeisterschaft
| Saison | Team                                                            | Rennwagen                                                  | 1   | 2   | 3   | 4   | 5   | 6   | 7   | 8   | 9   | 10  | 11  | 12  | 13  | 14  | 15  | 16  | 17  | 18  | 19  | 20  |
| ------ | --------------------------------------------------------------- | ---------------------------------------------------------- | --- | --- | --- | --- | --- | --- | --- | --- | --- | --- | --- | --- | --- | --- | --- | --- | --- | --- | --- | --- |
| 1964   | Giotto Bizzarrini                                               | De Sanctis Iso Grifo A3C                                   | DAY | SEB | TAR | MON | SPA | CON | NÜR | ROS | LEM | REI | FRE | CCE | RTT | SIM | NÜR | MON | TDF | BRI | BRI | PAR |
| 1964   | Giotto Bizzarrini                                               | De Sanctis Iso Grifo A3C                                   |     |     |     |     |     | 3   |     |     |     |     |     |     |     |     |     |     |     |     |     | 11  |
| 1965   | Bizzarrini Jolly Club Montegrappa Scuderia Ferrari              | Iso Grifo A3C Ferrari 250LM Ferrari Dino 166P              | DAY | SEB | BOL | MON | MON | RTT | TAR | SPA | NÜR | MUG | ROS | LEM | REI | BOZ | FRE | CCE | OVI | NÜR | BRI | BRI |
| 1965   | Bizzarrini Jolly Club Montegrappa Scuderia Ferrari              | Iso Grifo A3C Ferrari 250LM Ferrari Dino 166P              |     | DNF |     |     | 5   |     | DNF |     |     | 1   |     | DNF |     |     |     | 1   |     |     |     |     |
| 1966   | Scuderia St. Ambroeus Scuderia San Marco Scuderia Brescia Corse | Ferrari Dino 206S Ford GT40                                | DAY | SEB | MON | TAR | SPA | NÜR | LEM | MUG | CCE | HOK | SIM | NÜR | ZEL |     |     |     |     |     |     |     |
| 1966   | Scuderia St. Ambroeus Scuderia San Marco Scuderia Brescia Corse | Ferrari Dino 206S Ford GT40                                |     |     | DNF | 14  |     |     | DNF |     | DNF |     |     |     | 7   |     |     |     |     |     |     |     |
| 1967   | Brescia Corse Scuderia Ferrari Scuderia Filipinetti             | Ford GT40 Ferrari Dino 206S Ferrari Dino 246S Ferrari 412P | DAY | SEB | MON | SPA | TAR | NÜR | LEM | HOK | MUG | BRH | CCE | ZEL | OVI | NÜR |     |     |     |     |     |     |
| 1967   | Brescia Corse Scuderia Ferrari Scuderia Filipinetti             | Ford GT40 Ferrari Dino 206S Ferrari Dino 246S Ferrari 412P | DNF | DNF | DNF |     | DNF |     | DNF |     | DNF |     |     |     |     |     |     |     |     |     |     |     |
| 1968   | Autodelta                                                       | Alfa Romeo T33                                             | DAY | SEB | BRH | MON | TAR | NÜR | SPA | WAT | ZEL | LEM |     |     |     |     |     |     |     |     |     |     |
| 1968   | Autodelta                                                       | Alfa Romeo T33                                             | 7   |     |     |     | 3   |     |     |     |     | 6   |     |     |     |     |     |     |     |     |     |     |
| 1969   | Autodelta Antonio Zadra                                         | Alfa Romeo T33                                             | DAY | SEB | BRH | MON | TAR | SPA | NÜR | LEM | WAT | ZEL |     |     |     |     |     |     |     |     |     |     |
| 1969   | Autodelta Antonio Zadra                                         | Alfa Romeo T33                                             |     | DNF |     |     | DNF |     |     |     |     | DNF |     |     |     |     |     |     |     |     |     |     |
| 1970   | Abarth                                                          | Abarth 2000S                                               | DAY | SEB | BRH | MON | TAR | SPA | NÜR | LEM | WAT | ZEL |     |     |     |     |     |     |     |     |     |     |
| 1970   | Abarth                                                          | Abarth 2000S                                               | DNF |     |     |     |     |     |     |     |     |     |     |     |     |     |     |     |     |     |     |     |
| 1971   | Giovanni Alberti Scuderia Brescia                               | Chevron B19 Ferrari 512S                                   | BUA | DAY | SEB | BRH | MON | SPA | TAR | NÜR | LEM | ZEL | WAT |     |     |     |     |     |     |     |     |     |
| 1971   | Giovanni Alberti Scuderia Brescia                               | Chevron B19 Ferrari 512S                                   |     |     |     |     | DNF |     |     |     |     | 4   |     |     |     |     |     |     |     |     |     |     |
| 1972   | ATE Team Scuderia Brescia Reinhold Joest                        | Porsche 908 De Tomaso Pantera                              | BUA | DAY | SEB | BRH | MON | SPA | TAR | NÜR | LEM | ZEL | WAT |     |     |     |     |     |     |     |     |     |
| 1972   | ATE Team Scuderia Brescia Reinhold Joest                        | Porsche 908 De Tomaso Pantera                              |     |     |     | DNF | DNF |     |     | DNF | 3   |     | 4   |     |     |     |     |     |     |     |     |     |
| 1973   | Reinhold Joest Jolly Club                                       | Porsche 908 Lola T280                                      | DAY | VAL | DIJ | MON | SPA | TAR | NÜR | LEM | ZEL | WAT |     |     |     |     |     |     |     |     |     |     |
| 1973   | Reinhold Joest Jolly Club                                       | Porsche 908 Lola T280                                      | DNF | 5   | DNF | DNF |     |     | DNF |     |     |     |     |     |     |     |     |     |     |     |     |     |
| 1974   | Joest Racing                                                    | Porsche 908                                                | MON | SPA | NÜR | IMO | LEM | ZEL | WAT | LEC | BRH | KYA |     |     |     |     |     |     |     |     |     |     |
| 1974   | Joest Racing                                                    | Porsche 908                                                | 7   |     | 19  | DNF |     | 4   | 17  |     |     |     |     |     |     |     |     |     |     |     |     |     |
| 1975   | Joest Racing Scuderia Brescia                                   | Porsche 908                                                | DAY | MUG | DIJ | MON | SPA | PER | NÜR | ZEL | WAT |     |     |     |     |     |     |     |     |     |     |     |
| 1975   | Joest Racing Scuderia Brescia                                   | Porsche 908                                                |     | 8   | 2   | 2   | 7   | 3   | DNF | 3   | 4   |     |     |     |     |     |     |     |     |     |     |     |
| 1976   | Marco Capoferri Autodelta                                       | Lola T380 Alfa Romeo T33                                   | MUG | VAL | NÜR | MON | SIL | IMO | NÜR | ZEL | PER | WAT | MOS | DIJ | DIJ | SAL |     |     |     |     |     |     |
| 1976   | Marco Capoferri Autodelta                                       | Lola T380 Alfa Romeo T33                                   |     |     |     | DNF |     | DNF |     |     | DNF |     |     |     | 10  | 10  |     |     |     |     |     |     |
| 1977   | Citta dei Mille                                                 | Lola T380                                                  | DAY | MUG | DIJ | MON | SIL | NÜR | VAL | PER | WAT | EST | LEC | MOS | IMO | SAL | BRH | HOK | VAL |     |     |     |
| 1977   | Citta dei Mille                                                 | Lola T380                                                  |     |     |     |     | 5   |     |     |     |     |     |     |     |     |     |     |     |     |     |     |     |
| 1978   | Sportwagen Carlo Nove                                           | Porsche 935                                                | DAY | SEB | MUG | TAL | DIJ | SIL | NÜR | LEM | MIS | DAY | WAT | VAL | ROD |     |     |     |     |     |     |     |
| 1978   | Sportwagen Carlo Nove                                           | Porsche 935                                                |     |     | 17  |     | DNF |     |     |     |     |     |     |     |     |     |     |     |     |     |     |     |
| 1979   | Scuderia Ateneo Joest Racing                                    | BMW 320i Porsche 908                                       | DAY | SEB | MUG | TAL | DIJ | RIV | SIL | NÜR | LEM | PER | DAY | WAT | SPA | BRH | ROA | VAL | ELS |     |     |     |
| 1979   | Scuderia Ateneo Joest Racing                                    | BMW 320i Porsche 908                                       |     |     |     |     |     |     |     |     |     | DNF |     |     |     |     |     | DNF |     |     |     |     |
| 1980   | Scuderia Ateneo Fabio Siliprandi                                | Osella PA7 Lucchini                                        | DAY | BRH | SEB | MUG | MON | RIV | SIL | NÜR | LEM | DAY | WAT | SPA | MOS | ROA | VAL | DIJ |     |     |     |     |
| 1980   | Scuderia Ateneo Fabio Siliprandi                                | Osella PA7 Lucchini                                        |     |     |     | DNF | DNF |     |     |     |     |     |     |     |     |     | DNF |     |     |     |     |     |
| 1982   | Scuderia Vesuvio                                                | Lancia Beta Montecarlo                                     | MON | SIL | NÜR | LEM | SPA | MUG | FUJ | BRH |     |     |     |     |     |     |     |     |     |     |     |     |
| 1982   | Scuderia Vesuvio                                                | Lancia Beta Montecarlo                                     | 5   |     |     |     |     |     |     |     |     |     |     |     |     |     |     |     |     |     |     |     |